# Præsidentvalget i Island 1968
Præsidentvalget 1968 på Island.
| Kristján Eldjárn  | 67 544 | 65,6 |
| Gunnar Thoroddsen | 35 428 | 34,4 |
|                   |        |      |

| Valg | Spire Denne valgsartikel er en spire som bør udbygges. Du er velkommen til at hjælpe Wikipedia ved at udvide den. |